# سیمونه راپیساردا کاسانووا
سیمونه راپیساردا کاسانووا (ایتالیایی: Simone Rapisarda Casanova؛ زادهٔ ۲۶ ژوئیهٔ ۱۹۷۰) فیلم‌ساز تجربی اهل ایتالیا است که هم‌اکنون در کانادا زندگی می‌کند. وی برنده جایزه زردآلوی طلایی در بخش رقابتی فیلم مستند بین‌المللی جشنواره بین‌المللی فیلم زردآلوی طلایی ایروان ۲۰۱۵ شد. راپیساردا کاسانووا از دانشگاه پیزا، دانشگاه کونکوردیا و دانشگاه یورک (کانادا) فارغ‌التحصیل شده‌است. وی استاد دانشگاه سایمون فریزر نیز می‌باشد.

## گزیده فیلمشنساسی
- درخت توت‌فرنگی (۲۰۱۱)
- آفرینش معنا (۲۰۱۴)

## جوایز
- برنده جایزه بهترین کارگردان نوظهور، جشنواره فیلم لوکارنو ۲۰۱۴, سوئیس
- برنده جایزه زردآلوی طلایی در بخش رقابتی فیلم مستند بین‌المللی دوازدهمین دوره جشنواره بین‌المللی فیلم زردآلوی طلایی ایروان، ۲۰۱۵ ارمنستان